# فهرست سفیران ایران در دانمارک

## پهلوی
- علی‌اصغر ناصر از اسفند ۱۳۳۸ تا شهریور ۱۳۴۰
- مرتضی مشفق کاظمی از آذر ۱۳۴۰ تا بهمن ۱۳۴۱
- حسین زمان‌زادهٔ شهریار از بهمن ۱۳۴۱ تا اسفند ۱۳۴۵
- همایون سمیعی از مرداد ۱۳۴۶ تا شهریور ۱۳۴۸
- منوچهر فرتاش از مهر ۱۳۴۸ تا اسفند ۱۳۵۰
- پرویز سپهبدی از اسفند ۱۳۵۰ تا اسفند ۱۳۵۴
- مهرانگیز دولتشاهی از اسفند ۱۳۵۴ تا بهمن ۱۳۵۷

## جمهوری اسلامی
- عباس امیرانتظام از بهمن ۱۳۵۷ تا آذر ۱۳۶۲
- حیدرعلی علیزادهٔ الیزه‌ای (سفیر) از مهر ۱۳۶۲ تا۱۳۶۶
- غلامرضا حدادی () از ۱۳۶۶ تا ۱۳۶۸
- منصور غروی از ۱۳۶۸ تا ۱۳۷۳
- حمدمهدی پورمحمدی از سال ۱۳۷۳ تا ۱۳۷۷
- ناصرعلی جاسبی از سال ۱۳۷۷ تا ۱۳۸۱
- احمد دانیالی از اردیبهشت ۱۳۸۲ تا فروردین ۱۳۸۶
- محمدرضا مرشدزاده از شهریور ۱۳۸۶ تا مرداد ۱۳۸۸[۱]
- مرتضی دامن‌پاک جامی از شهریور ۱۳۸۸ تا مهر ۱۳۹۱[۲]
- حمید بیات از آبان ۱۳۹۱ تا دی ۱۳۹۴[۳][۴]
- مرتضی مرادیان از دی ۱۳۹۴ تا آذر ۱۳۹۸[۵][۶][۷]
- افسانه نادی‌پور از بهمن ۱۳۹۸ تا ۱۴۰۳ [۸]
- سید محمدرضا سجادی از آبان ۱۴۰۳ تا اکنون [۹]